# Казахский национальный педагогический университет
Казахский национальный педагогический университет имени Абая (КазНПУ) (каз. Абай атындағы Қазақ ұлттық педагогикалық университеті (ҚазҰПУ)) — первое высшее учебное заведение Казахстана. Основан в 1928 году.

## История
Будущий Казахский национальный педагогический университет основан в 1928 году под названием «Казахский государственный университет». В 1930 году название вуза сменилось на «Казахский педагогический институт» (КазПИ), в 1935 году институту присвоено имя Абая.
В 1990 году институт был преобразован в Казахский государственный педагогический университет имени Абая. 24 ноября 1992 года Постановлением Кабинета Министров Республики Казахстан КазГПУ имени Абая преобразован в Алматинский государственный университет имени Абая. В августе 2000 года Постановлением Правительства Республики Казахстан АГУ имени Абая преобразован в Закрытое акционерное общество «Алматинский университет имени Абая».
В декабре 2003 года Постановлением Правительства Республики Казахстан ЗАО «Алматинский университет имени Абая» преобразовано в Республиканское государственное предприятие «Казахский национальный педагогический университет имени Абая» на праве хозяйственного ведения Министерства образования и науки.

## Факультеты
- Институт Сорбонна-Казахстан

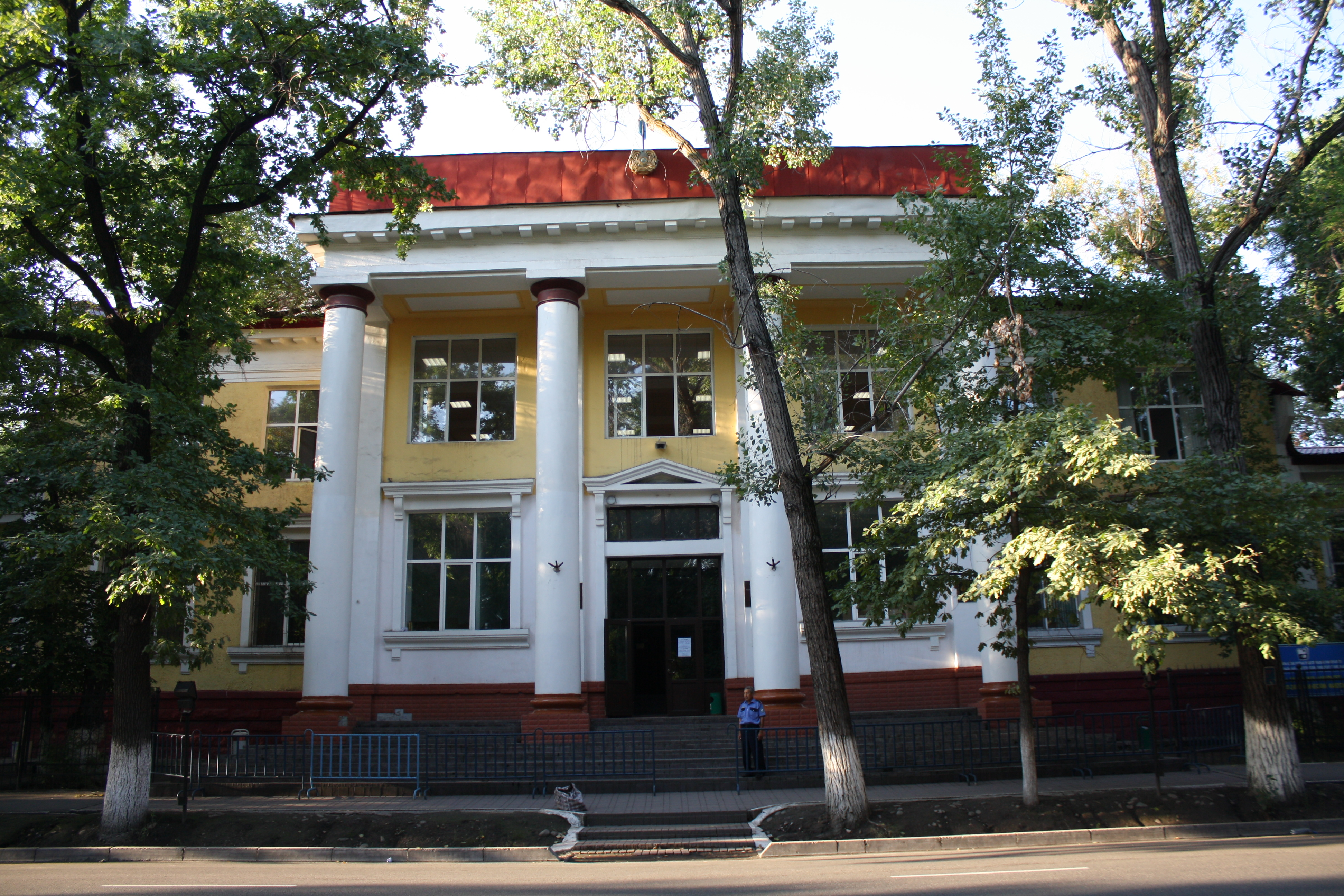
Корпус КазНПУ — здание бывшей Верненской мужской гимназии, архитектор П. В. Гурдэ, 26 января 1982 внесён в список памятников.

- Факультет  математики, физики и информатики
- Факультет педагогики и психологии
- Факультет филологии и полиязычного образования
- Факультет естествознания и географии
- Факультет искусства, культуры и спорта
- Факультет истории и права

Так же университет осуществляет педагогическую переподготовку (форма дополнительного профессионального образования, направленная на подготовку специалистов, которые уже имеют профессиональное образование, но не обладают педагогической квалификацией. Эта программа позволяет таким лицам начать профессиональную деятельность в сфере образования, стать учителем в школе, получив необходимые знания и навыки для работы педагогом).

## Преподавательский состав
В КазНПУ работают 2011 преподавателей, что делает вуз одним из крупнейших педагогических учреждений в стране. Профессорско-преподавательский состав отличается высоким уровнем академической подготовки:
- Доктор PhD — 178 человек
- Доктор наук — 162 человека
- Кандидат наук — 400 человек[5]

## Рейтинги
В Национальном рейтинге ведущих педагогических вузов Казахстана за 2024 год университет занимает почетное 1 место. Согласно результатам независимого рейтинга, полученные данные свидетельствуют о прочной академической базе ВУЗа и высоком доверии со стороны работодателей и экспертов. 

## Ректоры
- 1928—1931 Асфендияров Санжар Джафарович
- 1931—1938 Алманов Баймен Алманович
- 1938—1940 Толыбеков Сергали Еспембетович
- 1940—1942 Адильгереев Халел Мухамеджанович
- 1942—1947 Искаков Ахмеди Искакович
- 1947—1950 Толыбеков Сергали Еспембетович
- 1950—1953 Закарин Аскар Закарьевич
- 1953—1963 Габдуллин Малик
- 1963—1974 Толыбеков Сергали Еспембетович
- 1974—1980 Жумабеков Жунусбек Жумабекович
- 1980—1987 Касымов Кулжабай Абдыкалыкович
- 1987—2008 Садыков Токмухамед Сальменович
- 2008—2017 Пралиев Серик Жайлауович
- 2017—2021 Балыкбаев Такир Оспанович
- 2021—2023 Билялов Дархан Нурланович[7]
- С 2023 года по настоящее время — Тілеп Болат Анапияұлы